# Djebel Khcham El Kalb
Le djebel Khcham El Kalb (arabe : جبل خشم الكلب), ou mont Khcham El Kalb, est une montagne située dans le centre-ouest de la Tunisie, au sud-ouest de la ville de Kasserine.
Elle culmine à 1 303 mètres d'altitude[réf. nécessaire].